# ウィルソン・ワトソン
ウィルソン・ダグラス・ワトソン（Wilson Douglas Watson, 1922年2月16日 - 1994年12月19日）は、アメリカ合衆国の軍人。第二次世界大戦中、アメリカ海兵隊の隊員として硫黄島の戦いに従軍した。彼は自らの小隊を前進させる為、1人で敵兵90人を殺害して「硫黄島の1人連隊」（"One-Man Regiment" of Iwo Jima）の異名をとった。彼はこの戦功から名誉勲章を受章している。戦後はアメリカ陸軍に再入隊を果たした。最終階級は二等軍曹。

## 経歴
1922年、父チャールズ・ワトソンと母エイダ・ワトソンの元、アラバマ州タスカンビアに生を受ける。彼は12人兄弟の1人で、男兄弟は8人、女兄弟は3人いた。学校に7年通った後は父の農場で働いていた。1942年8月6日、アーカンソー州リトルロックにて海兵隊に入隊。カリフォルニア州サンディエゴ志願兵訓練所で基礎訓練を終え、1943年1月24日に海外派遣が決定した。以後、ブーゲンビル島の戦い、ガダルカナル島の戦い、グアムの戦いなどに参加した。
1945年、彼は第3海兵師団第9海兵連隊第2大隊G中隊に自動小銃手(automatic rifleman)として配属され、硫黄島の戦いに参加する。そして1945年2月26日から27日にかけての戦闘で示した英雄的な働きから名誉勲章の授与が決定した。彼は単独で90人もの日本兵を殺害し、釘付けにされていた自らの小隊を再び前進させたのである。この戦闘で彼は7度撃たれ、肩には迫撃砲の砲弾片が突き刺さっていた。1945年3月2日、首に銃撃を受け、治療の為に硫黄島を離れた。
1945年10月5日、ホワイトハウスにてハリー・S・トルーマン大統領からワトソンへ名誉勲章の授与が行われた。
1946年に海兵隊を除隊した後、アメリカ陸軍航空軍を経てアメリカ陸軍に再入隊し、食堂付料理人たる兵卒として勤務した。1966年に陸軍を退役するまでに二等軍曹へ昇進した。
彼は結婚しており、妻パトリシア(Patricia)との間に2人の子供、リッキー（Ricky, 1953年）とダーレン（Darlene, 1962年）がいた。
1995年12月19日、アーカンソー州ラッセルビルにて死去。

## 名誉勲章勲記
ワトソンに授与された名誉勲章の勲記には、次のように記されている。

## 大衆文化
西部劇映画や戦争映画に数多く出演した俳優ジョン・ウェインは、劇中で銃を使う際に腰だめ撃ちを好んだ事で知られる。これはワトソンからの影響を受けてのものだったという。